# Cynoglossum suaveolens
Cynoglossum suaveolens är en strävbladig växtart som beskrevs av Robert Brown. Cynoglossum suaveolens ingår i släktet hundtungor, och familjen strävbladiga växter. Inga underarter finns listade i Catalogue of Life.